# Penia (mitologia)
Penìa è la dea, nonché la personificazione della povertà e del bisogno, nella mitologia greca. Si unì a Poro al compleanno di Afrodite e fu la madre di Eros, il dio dell'amore. Aveva inoltre due sorelle Amechania e Ptocheia.

## Rappresentazione generale
Penia (Povertà) veniva considerata una femmina, in contrasto con Pluto (Ricchezza) che era maschio. Essa è ritratta come una donna vecchia e brutta, in costante bisogno del denaro e di un riparo. Spesso appare in contemporanea alla presenza del suo opposto Pluto, dio della ricchezza, come nel "Simposio" di Platone  e in "Pluto" di Aristofane.

## Testimonianze
Penia nel corso dei secoli è stata citata da molteplici antichi scrittori greci come Alceo (Frammento 364), Teognide (Frammenti 1; 267, 351, 649), Aristofane (Pluto; 414), Plutarco (Vita di Temistocle), Lucio Flavio Filostrato (Vita di Apollonio) e Erodoto.

### Simposio
Nel Simposio di Platone il giorno in cui nacque Afrodite sull'Olimpo si dava una grande festa nella quale erano presenti tutti gli dei ad eccezione di Penia che, non avendo degli abiti adatti, non venne invitata.  La stessa si presentò ugualmente alla festa seppure senza entrarci nella speranza che qualche Dio le gettasse un avanzo. Uno degli dei, Poro, Dio degli espedienti o dell'arte di arrangiarsi, avendo bevuto troppo nettare si senti male e volle uscire all'aperto ma non fece nemmeno in tempo ad uscire che svenne ai piedi di Penia. Lei era la più povera, lui era il più furbo. La naturale unione è proprio quella della povertà con l'arte di arrangiarsi. Penia si sdraiò accanto a Poro e dalla loro unione nacque un bambino: Eros (Amore).
Socrate lo descrive così: "Amore non è né bello né delicato, come pensano molti, ma a somiglianza della madre è duro, scalzo, peregrino, usa dormir nudo per terra e con la miseria sempre in casa. Come suo padre invece, insidiatore dei ricchi, coraggioso, audace, risoluto sempre pronto ad escogitare nuovi trucchi per sopravvivere e inventore di trappole (...)". Per Socrate quindi l'amore è figlio della povertà.